# Ленінградський сільський округ
Ленінгра́дський сільський округ (каз. Ленинград ауылдық округі, рос. Ленинградский сельский округ) — адміністративна одиниця у складі Акжарського району Північноказахстанської області Казахстану. Адміністративний центр — село Ленінградське.
Населення — 3295 осіб (2021; 4840 у 2009, 6167 у 1999, 8741 у 1989).
Станом на 1989 рік існували Кизилтуська сільська рада (села Жанатлек, Кизилтуське), Куйбишевська сільська рада (село Куйбишевське) та Ленінградська сільська рада (село Ленінградське).

## Склад
До складу округу входять такі населені пункти:
| Населений пункт     | Старі назви  | Населення, осіб (1989) | Населення, осіб (1999) | Населення, осіб (2009) | Населення, осіб (2021) |
| ------------------- | ------------ | ---------------------- | ---------------------- | ---------------------- | ---------------------- |
| Дауїт, село         | Куйбишевське | 1446                   | 1028                   | 776                    | 612                    |
| Жанатлек, село      | -            | 109                    | -                      | -                      | -                      |
| Кизилту, село       | Кизилтуське  | 1043                   | 906                    | 555                    | 387                    |
| Ленінградське, село | -            | 6143                   | 4233                   | 3509                   | 2296                   |